# Tempo giusto
Tempo giusto (ital. „richtiges Tempo“), nicht zu verwechseln mit Tempo ordinario, bezeichnet ein Tempo, das für eine bestimmte Art von Musikstück, z. B. einen Marsch oder Tanz als „üblich“ oder „angemessen“ gilt. Heinrich Christoph Koch definiert das Tempo giusto als „in richtiger dem Stück angemessener Bewegung, die zu erkennen dem Vortragenden also selbst überlassen bleibt. Das Zeitmaass ist gemeinhin ein etwas leichtes Moderato.“ Gleichbedeutend damit ist nach Koch das Tempo commodo („in bequemem, dem Tonstücke angemessenem, weder übereilten noch aber schleppenden Zeitmaasse“).
Chopin schreibt z. B. für seine Walzer op. 64,2 und op. 70,2 Tempo giusto vor.
Der Begriff wird auch nach der Anweisung rubato verwendet, um den Interpreten wieder zu stabilem, gleichmäßigem Spiel zurückkehren zu lassen.